# Sh2-17
Sh2-17 (également connue sous le nom de RCW 138) est une nébuleuse en émission visible dans la constellation du Sagittaire.
Elle est située sur le bord ouest de la constellation, à une très courte distance du centre galactique. Elle s'étend sur environ un demi-degré dans une région obscurcie par la poussière interstellaire, en bordure d'un riche champ d'étoiles. La période la plus propice à son observation dans le ciel du soir se situe entre juin et novembre. Étant dans des déclinaisons modérément méridionales, son observation est facilitée par l'hémisphère sud.
Sh2-17 est une région H II située sur le bord extérieur du bras du Sagittaire à une distance d'environ 1 500 pc (∼4 890 al) du Soleil. Contrairement aux nébuleuses environnantes, il n'y a pas d'étoiles connues responsables de son ionisation ni d'étoiles de classe spectrale O et B à proximité immédiate source de rayons X et quelques sources de rayonnement infrarouge dont l'une identifiée par IRAS et catalogué comme IRAS 17417-2851. Le nuage héberge également un petit et jeune cluster infrarouge catalogué comme [DB2000] 58, composé d'une douzaine de composants. D'autres indices sur l'activité de formation d'étoiles sont donnés par le jeune objet stellaire MGM 1 et par le maser H2O 359.977+00.168,.
Sh2-17 apparaît en relation avec d'autres régions H II proches, telles que Sh2-15, Sh2-16, Sh2-18, Sh2-19 et Sh2-20, toutes situées à environ 1 500 pc (∼4 890 al) avec l'amas ouvert Cr 347. Ces nébuleuses constitueraient donc une seule grande région de formation d'étoiles située sur le bord extérieur du bras du Sagittaire. Par un effet de perspective, depuis la Terre cette région apparaît exactement superposée à la direction du centre galactique.